# Cleistocactus chotaensis
Cleistocactus chotaensis ist eine Pflanzenart in der Gattung Cleistocactus aus der Familie der Kakteengewächse (Cactaceae). Das Artepitheton chotaensis verweist auf das Vorkommen der Art im Tal des Río Chota (Chota-Tal).

## Beschreibung
Cleistocactus chotaensis wächst strauchig mit niederliegenden, etwas ausgespreizten, graugrünen Trieben und erreicht bei Durchmessern von 3,5 bis 4,5 Zentimetern Wuchshöhen von bis zu 2 Metern. Es sind 11 bis 13 Rippen vorhanden, die in Höcker gegliedert sind. Die geraden Dornen sind braun und besitzen eine dunklere Spitze. Die 3 bis 8 Mitteldornen sind pfriemlich und 1,5 bis 6 Zentimeter lang. Die 8 bis 12, bis 1 Zentimeter langen Randdornen sind dick nadelig.
Die orangefarbenen Blüten sind bis 5 Zentimeter lang und weisen Durchmesser von 2,5 Zentimetern auf. Ihr Pericarpell ist mit Schuppen mit schwarzen Haaren bedeckt.

## Verbreitung und Systematik
Cleistocactus chotaensis ist in den peruanischen Regionen Cajamarca und La Libertad im Tal des Río Chota verbreitet.
Die Erstbeschreibung erfolgte 1904 durch Robert Roland-Gosselin. Ein nomenklatorisches Synonym ist Cereus chotaensis (F.A.C.Weber) Vaupel (1913).
Cleistocactus chotaensis ist möglicherweise nur ein Synonym von Cleistocactus sepium.

## Nachweise